# Астахов Федір Олексійович
Аста́хов Фе́дір Олексі́йович (рос. Аста́хов Фёдор Алексе́евич; 27 січня [8 лютого] 1892, с. Льодовські Виселки, Тульська губернія, Російська імперія — 9 жовтня 1966, Москва, Російська РФСР, СРСР) — радянський військовий діяч, маршал авіації (1944). Кандидат у члени ЦК КП(б)У в травні 1940 — січні 1949 року. Депутат Верховної ради УРСР 1-го скликання.

## Біографія
Народився в селі Льодовські Виселки Тульської губернії (нині — Московська область).
Закінчив Каширське міське училище (1908), Московське технічне училище (1911), Качинську військово-авіаційну школу (1916), прапорщик.
У Червоній армії з листопада 1918 року. Учасник Громадянської війни, на чолі авіаційних частин воював на Східному фронті. З 1918 року командував підрозділами в 1-й Тульській та в 1-й Калузькій авіагрупі 5-ї армії РСЧА, в 1919 році став командиром авіазагону і начальником авіації 1-ї Сибірської авіаційної групи Східного фронту. З 1920 по 1922 рік — помічник начальника авіації Сибіру, помічник начальника авіації і повітроплавання 5-ї армії. 1923 року закінчив Вищі академічні курси комскладу РСЧА. З жовтня 1923 року — начальник ВПС Кавказької Червонопрапорної армії.
З травня 1924 року — начальник авіашколи в Серпухові (військова школа повітряного бою), з жовтня 1928 року — в Оренбурзі (3-я військова школа льотчиків і льотчиків-спостерігачів імені Ворошилова). У 1929 році закінчив Курси удосконалення вищого командного складу при Військово-повітряній академії РСЧА імені Жуковського. З грудня 1930 року командував 5-ї авіаційної бригадою. Член ВКП(б) з 1931 року.
З грудня 1933 року — помічник командувача ВПС Приволзького військового округу. З травня 1935 року — помічник начальника Управління Військово-повітряних сил РСЧА з матеріально-технічного постачання. З лютого 1936 по вересень 1937 року командував 10-м важкобомбардувальним авіаційним корпусом.
З вересня 1937 по 1940 рік — командувач військово-повітряних сил Київського особливого військового округу.
26 червня 1938 року був обраний депутатом до Верховної Ради УРСР 1-го скликання по Кіровській другій виборчій окрузі Миколаївської області. Член Мандатної комісії Верховної Ради УРСР.
У 1939 році закінчив Курси удосконалення вищого комскладу при Військовій академії Генерального штабу РСЧА. З липня 1940 року — начальник управління озброєння і постачання — 3-й заступник начальника Головного управління Військово-Повітряних сил РСЧА.
На початку німецько-радянської війни з червня 1941 по 1942 рік командував військово-повітряними силами Південно-Західного фронту.
З 1942 по 19 грудня 1947 року — начальник Головного управління Цивільного Повітряного Флоту — заступник командувача Військово-повітряних сил РСЧА.
З 1947 року — в розпорядженні начальника Головного управління кадрів Міністерства Збройних сил СРСР. З 1950 року у відставці.
Помер 9 жовтня 1966 року в Москві.

## Військові звання
- Комдив (23.11.1935)
- Комкор (20.02.1938)
- Генерал-лейтенант авіації (4.06.1940)
- Генерал-полковник авіації (30.04.1943)
- Маршал авіації (19.08.1944)

## Нагороди
Нагороджений двома орденами Леніна (25.05.1936, 21.02.1945); трьома орденами Червоного Прапора (22.02.1943, 3.11.1944, 20.06.1949); орденами Кутузова 1-го ступеня (19.08.1944); Суворова 2-го ступеня(13.03.1943); Червоної Зірки (22.02.1941) та медалями.